# Johann Langer (Jurist)
Johann Langer (2. Juli 1878 in Neuhaus, Böhmen – 12. Oktober 1938 im KZ Dachau) war ein österreichischer Jurist, Richter am Landesgericht Salzburg und Opfer des Nationalsozialismus.

## Leben
Langer war Jurist und Offizier der Österreich-Ungarischen Armee. Im Jahre 1906 heiratete er Johanna, deren Geburtsname nicht bekannt ist. Das Ehepaar hatte drei Töchter, Elisabeth, Hertha und Martha, die alle in Wien geboren wurden. Im Jahre 1920 übersiedelte die Familie nach Salzburg, wurde dort auch heimatberechtigt und bezog eine Wohnung in der ersten Etage des sogenannten Faberhauses in der Rainerstraße 4 im Salzburger Andrä-Viertel.
Langer arbeitete zunächst als Beamter der Salzburger Landesregierung und wurde dann als Richter am Landesgericht Salzburg bestellt. Während der Diktatur des Ständestaates war er Funktionär der Vaterländischen Front, trug er den Berufstitel Oberlandesgerichtsrat und fungierte als Senatsvorsitzender der Abteilung 6, der Fachabteilung für politische Strafsachen, die im Februar 1934 neu eingerichtet worden war. In seinen Tätigkeitsbereich fielen Verbrechen gegen das Schieß- und Sprengmittelgesetz und gegen das Strafgesetzbuch, wie Bombenattentate, Widerstand gegen die Staatsgewalt, Hochverrat oder Störung der Religionsausübung. Den Prozessakten ist zu entnehmen, dass Langer in größeren Verfahren als Vorsitzender von Geschworenen- und Schöffensenate tätig war, in „beschleunigten und vereinfachten Strafverfahren“ hingegen als Einzelrichter. Verhandelt wurden in den Jahren 1934 bis 1938 überwiegend Terroranschläge, die von deutschen und österreichischen Nationalsozialisten im Bundesland Salzburg verübt wurden und die – laut dem Historiker Gert Kerschbaumer – „als wirtschafts- und tourismusschädigend galten, weshalb die österreichische Presse darüber wenig oder gar nichts berichten durfte.“. Die Mitgliedschaft in der NSDAP war nach einem Attentat am 19. Juni 1933 in Österreich illegal und unter Strafe gestellt. Die Nazis verübten Terroranschläge gegen das Erzbischöfliche Palais und gegen das Schloss Leopoldskron, weiches sich im Besitz von Max Reinhardt befand, gegen das jüdische Kleiderhaus Ornstein in der Getreidegasse, den Chiemseehof und das Festspielhaus, gegen Gasthäuser und Hotels, das Finanzamt sowie gegen Telegrafen-, Strom- und Eisenbahnanlagen. Zumeist konnten die NS-Attentäter über die nahe Staatsgrenze in das Deutsche Reich flüchten und sich somit der polizeilichen Verfolgung und strafrechtlichen Verantwortung entziehen. Beispielsweise blieb die Bombenexplosion vom 11. Juli 1934 im Stadtteil Mülln, bei der die Passantin Hermine Graupner tödliche Verbrennungen erlitt, ungesühnt.
Die politischen Fälle wurden dem Senatsvorsitzenden von Albert Rechfeld, dem Leiter der Staatsanwaltschaft, zugewiesen. Auch Rechfeld war Funktionär der Vaterländischen Front, er gehörte bis 12. März 1938 dem Staatsrat der Dollfuß- und Schuschnigg-Diktatur an. Attentäter, die von Rechfeld angeklagt wurden, hatten insbesondere dann harte Strafen zu erwarten, wenn Menschenleben gefährdet waren. Zwei Salzburger Nationalsozialisten, die am 19. Mai 1934 einen Anschlag auf das Herz-Jesu-Kloster in Liefering verübt hatten, erhielten Haftstrafen von acht bzw. zwölf Jahren, wurden aber bereits 1937 begnadigt und entlassen. Fälschlicherweise wurde und wird der Strafprozess gegen die Täter des Lamprechtshausener NS-Putsches vom Juli 1934 der Verantwortung Langers zugeschrieben, doch fand dieser vor dem 6. Senat des Militärgerichtshofes in Linz statt.

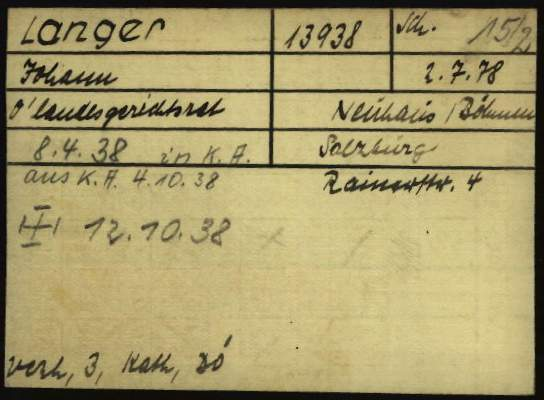
Registrierungskarte von Johann Langer als Gefangener in nationalsozialistischen Konzentrationslager Dachau

Nach der Annexion Österreichs rechneten die Nationalsozialisten scharf mit ihren Gegnern ab. Richter Langer und Staatsanwalt Rechfeld wurden noch im März 1938 „vom Dienst enthoben“, von der Gestapo „in Schutzhaft genommen“ und ins KZ Dachau deportiert. Dort wurden sie am 8. April 1938 unter den Nummern 13937 und 13938 registriert. Am 7. Oktober 1938 schrieb Johann Langer an seine Frau:

„Bitte tröste Dich, meine Hanni, über die Fortdauer der Trennung. Ich denke immer an Euch. Innige Grüße und Küsse … Hans.“

Fünf Tage später nahm sich der 60-jährige Jurist das Leben. Nach der Befreiung Österreichs berichtete ein überlebender KZ-Häftling, so Kerschbaumer, dass Langer von der SS derart massiv gequält worden sein soll, dass er am 12. Oktober 1938 „seinem Leben ein Ende machte“. Darüber berichtet auch der Dachau-Häflting Erwin Gostner in seinem 1946 erschienenen Buch „1000 Tage im KZ“.
Staatsanwalt Rechfeld wurde am 17. November 1938 aus dem KZ entlassen, kehrte nach Salzburg zurück und übersiedelte mit Ehefrau und Tochter nach Wien, wo er 54-jährig am 19. Juli 1940 an den Folgen der KZ-Haft verstarb. Die Witwe Langers überlebte das NS-Regime und starb 79-jährig in Salzburg.

## Gedenken
Vor dem Haus Rainerstraße 4 wurde am 28. August 2008 ein Stolperstein für Johann Langer verlegt. Neben seinem Erinnerungsstein liegen sechs weitere, vier für Mitglieder der Familie Bonyhadi, einer für die Weißnäherin Anna Pollak und einer für die Pianistin Natalie Rosenthal. Ernest Bonyhadi, geboren 1924, Überlebender und Zeitzeuge, kam zur Verlegung der Stolpersteine aus den USA angereist.
Die Patenschaft für den Johann-Langer-Stolperstein wurde vom Landesgericht Salzburg übernommen. „Wir haben die Geschichte unseres Kollegen nicht gekannt“, erklärte der Vizepräsident des Landesgerichts, Philipp Bauer, der Zeitung Der Standard. Als jedoch das Personenkomitee Stolpersteine Salzburg an das Gerichtspräsidium herantrat, habe man sofort die Patenschaft übernommen. Bauer verlangte auch, die Richtervereinigung solle die Geschichte des Berufsstandes während des NS-Regimes sowie die personellen Kontinuitäten nach 1945 aufarbeiten.